# مسجد توحید (بیگدلی)
مسجد توحید (بیگدلی) مربوط به اواخر دوره قاجار است و در اهواز، انتهای خیابان آزادگان، مسجد بیگدلی واقع شده و این اثر در تاریخ ۵ تیر ۱۳۸۴ با شمارهٔ ثبت ۱۱۹۶۵ به‌عنوان یکی از آثار ملی ایران به ثبت رسیده است.